# Huvudholmen
Huvudholmen är en ö i Ornö socken i Haninge kommun, strax väster om Kymmendö. Ön i sin helhet är naturskyddat sedan 1969 och är 10 hektar stort. Reservatet/ön är bevuxen med hällmarkstallskog.
Mellan Huvudholmen och Ornö har efter gammalt en skärgårdsled gått fram, känd sedan 1600-talet. Huvudholmen har hört till Kymmendö och såldes 1865 av Susanna Elisabeth Berg till ett gruvbolag för malmbrytning. Mer än provbrytning kom aldrig till stånd och ön gick tillbaka till Kymmendös ägare efter en kort tid. Huvudholmen förekommer i Strindbergs Hemsöborna under namnet Rågholmen, även om han ändrat på detaljer i den verkliga historien.
På öns södra del har Rålambshovs båtklubb två hamnar.